# Bongo Comics

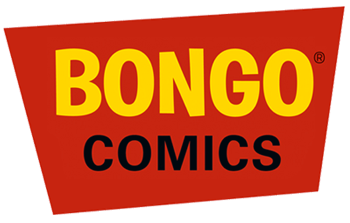
Förlagets logotyp.

Bongo Comics var ett amerikanskt serieförlag som grundades 1993 av bland annat Futurama- och Simpsons-skaparen Matt Groening och Bill Morrison. Under San Diego Comic-Con 2018 tillkännagavs att förlaget skulle lägga ner i oktober samma år.